# بلوتاون-ایگلسیا آنتیگوآ (تگزاس)
بلوتاون-ایگلسیا آنتیگوآ (به انگلیسی: Bluetown-Iglesia Antigua) یک منطقهٔ مسکونی در ایالات متحده آمریکا است که در شهرستان کمرون، تگزاس واقع شده‌است. بلوتاون-ایگلسیا آنتیگوآ ۱۳٫۳ کیلومتر مربع مساحت و ۶۹۲ نفر جمعیت دارد.